# Соснова Поляна (село)
Соснова Поляна — колишнє село в Радомишльському районі Житомирської області.
Рішенням від 26 грудня 2002 Верховна Рада України включила село Соснова Поляна Радомишльської міської ради у межі міста Радомишль Радомишльського району Житомирської області.